# Janus van Kasteren
Janus van Kasteren (* 10. September 1986 in den Niederlanden) ist ein niederländischer Rallye-Raid-Fahrer und Gewinner der Rallye Dakar in der Lkw-Klasse sowie Inhaber und Geschäftsführer des niederländischen Nutzfahrzeugherstellers Boss Machinery.

## Karriere
Van Kasterens Vater, Janus van Kasteren senior, gründete den Nutzfahrzeughersteller Boss Machinery, in den Janus van Kasteren junior später als Mitinhaber und Geschäftsführer eintrat. Auf Initiative von van Kasteren junior begann Boss Machinery für Rallye-Raids eine Zusammenarbeit mit dem Transportunternehmen de Rooy von Jan de Rooy und Gerard de Rooy. Aus dieser Zusammenarbeit ging später das Boss Machinery Team de Rooy Iveco hervor, mit dem van Kasteren unter anderem bei der Rallye Dakar antritt.
Van Kasteren begann seine Motorsportkarriere Mitte der 2010er Jahre und fuhr seine erste Rallye Dakar 2018 in der Klasse der Lkw auf Iveco. Seit diesem Jahr ist er regelmäßiger Teilnehmer der Rallye Dakar und gewann sie 2023 auf Iveco Powerstar. Parallel zu Rallye-Raid-Veranstaltungen fährt van Kasteren Rallye-Wettbewerbe wie beispielsweise 2019 die niederländische ELE Rally, bei der er auf Citroën DS3 R3T Max 17. in der Gesamtwertung wurde. Seit 2023 nimmt er an der World Rally-Raid Championship teil.

## Erfolge
- 2017: 6. Platz Morocco Desert Challenge
- 2018: 17. Platz Morocco Desert Challenge
- 2020: 6. Platz Rallye Dakar 2020
- 2022: 5. Platz Rallye Dakar 2022
- 2023: 1. Platz Rallye Dakar 2023